# ハワード・ジン
ハワード・ジン（Howard Zinn, 1922年8月24日 - 2010年1月27日）は、アメリカ合衆国の歴史家。同国内では『民衆のアメリカ史』（A People's History of the United States: 1492 – Present）の著者として名高い。政治学者、社会評論家、劇作家としても活躍。

## 経歴
1922年、ニューヨーク市ブルックリン生まれ。1943年から1945年にかけて、アメリカ合衆国陸軍航空隊に勤務。最高位は少尉で、欧州戦線で爆撃手として従軍した。戦後、ニューヨーク大学で学び、1951に卒業。大学院はコロンビア大学に移り、1952年に修士課程を修了し、1958年に博士課程を修了した。
1960～61年、ハーバード大学で東アジア研究のポストドクター研究員。1956～1963年、ジョージア州アトランタのスペルマン・カレッジで歴史学教授。1964～1988年、ボストン大学で政治学教授。ボストン大学に勤務していた際には、マサチューセッツ州ボストン近郊のニュートンのオバンデール地区に妻のロスリン・ジン（Roslyn Zinn）と居住していた。また、 パリ大学 と ボローニャ大学の両大学でローズ研究員・客員教授もつとめた。2010年1月27日、心臓発作のため米ロサンゼルス郊外で死去、87歳。

## 業績、主張
- ジンの思想はマルクス主義、アナキズム、民主社会主義の影響を受けており、1960年代から公民権運動や反戦運動の分野で活動してきた。
- ノーム・チョムスキーとは政治活動上の親交が深かった。
- 門下生には、アリス・ウォーカー がいる。
- 下記に記す通り、20冊を超える多数の著書がある。

## 家族・親族
- 妻：ロスリン・ジンは画家であるとともに編集者でもあり、夫の全ての著書や多数の記事の編集に関わっている[4]。夫婦にはマイラ（Myla）とジェフ（Jeff）という2人の子供と5人の孫がいる。
- 娘：マイラ（Myla）の夫はジョン・カバット・ジン。

## 著作

### 単著
- LaGuardia in Congress, (Cornell University Press, 1959).ISBN 0-8371-6434-6, ISBN 0-393-00488-0
- The Southern Mystique, (Knopf, 1964). ISBN 0-89608-680-1
- SNCC, the New Abolitionists, (Beacon Press, 1964, 2nd ed., 1965).ISBN 0-89608-679-8

武藤一羊訳『反権力の世代』（合同出版, 1967年）
- Vietnam: the Logic of Withdrawal, (Beacon Press, 1967).ISBN 0-89608-681-X

相原文夫訳『ベトナム――撤退の論理』（合同出版, 1968年）
- Disobedience and Democracy: Nine Fallacies on Law and Order, (Random House, 1968).ISBN 0-89608-675-5
- The Politics of History, (Beacon Press, 1970, 2nd ed., 1990).ISBN 0-252-06122-5
- Postwar America: 1945-1971, (Bobbs-Merrill, 1973).
- A People's History of the United States, (Harper & Row, 1980, revised ed., 1995).ISBN 0-06-052837-0

富田虎男・平野孝・油井大三郎訳『民衆のアメリカ史（上・中・下）』（TBSブリタニカ, 1982年）
富田虎男・平野孝・油井大三郎訳『民衆のアメリカ史――1492年から現代まで（上・下）』（明石書店, 2005年）上巻：ISBN 4750320552、下巻：ISBN 4750320560
- 本書を青少年向きに再編集したものが、A Young People's History of the United States として2007年に発表され、鳥見真生による訳書『学校では教えてくれない本当のアメリカの歴史（上・下）』が2009年に刊行されている。

- The Twentieth Century: A People's History, (Harper & Row, 1984, revised ed., 1998).ISBN 0-06-053034-0
- Declarations of Independence: Cross-examining American Ideology, (Harper Collins, 1990).ISBN 0-06-092108-0

飯野正子・高村宏子訳『甦れ独立宣言――アメリカ理想主義の検証』（人文書院, 1993年）
- You Can't Be Neutral on a Moving Train: a Personal History of Our Times, (Beacon Press, 1994). ISBN 0-8070-7127-7

田中和恵・斎藤南子訳『アメリカ同時代史』（明石書店, 1997年）
- Marx in Soho: A Play on History (1999) ISBN 0-89608-593-7

竹内真澄訳『ソーホーのマルクス――マルクスの現代アメリカ批評』（こぶし書房, 2002年）
- Howard Zinn on War, (Seven Stories Press, 2001).ISBN 1-58322-049-6
- Emma: a Play in Two Acts about Emma Goldman, American Anarchist, (South End Press, 2002).ISBN 0-89608-664-X
- Failure to Quit: Reflections of an Optimistic Historian, (South End Press, 2002).ISBN 0-89608-676-3
- Terrorism and War, (Seven Stories Press, 2002). ISBN 1-58322-493-9

田中利幸訳『テロリズムと戦争』（大月書店, 2003年）
- Passionate Declarations: Essays on War and Justice, (Perennial, 2003). ISBN 0-06-055767-2
- Just War, (Charta, 2005).
- A Power Governments Cannot Suppress, (City Lights Books, 2007).ISBN 978-0872864757

### 共著
- Voices of a People's History of the United States, with Anthony Arnove, (Seven Stories Press, 2004).ISBN 1-58322-647-8[5]
- Howard Zinn on Democratic Education, with Donaldo Macedo, (Paradigm Publishers, 2005).ISBN 1-59451-054-7

### 編著
- New Deal Thought, (Bobbs-Merrill, 1966).ISBN 0-87220-685-8
- Justice?: Eyewitness Accounts, (Beacon Press, 1974).ISBN 0-8070-4479-2

### ビデオ・音声
※ 以下では、ビデオはV、音声はAと省略
- V Howard Zinn On the History of the US Government and CIA ‘Changing Regimes’ Around the World - Democracy Now!(November 28, 2002)
- A The Tavis Smiley Show - National Public Radio（November 27, 2003）
- V Howard Zinn:“To Be Neutral, To Be Passive In A Situation Is To Collaborate With Whatever Is Going On” - Democracy Now!(April 27, 2005)
- V Howard Zinn on The Uses of History and the War on Terrorism - Democracy Now!(November 24, 2006)（スクリプト日本語訳）
- V In Rare Joint Interview, Noam Chomsky and Howard Zinn on Iraq, Vietnam, Activism and History - Democracy Now!(April 16, 2007) （チョムスキーとジン、異例の共同インタビュー　ベトナムからイラクへ　日本語字幕付　デモクラシーナウ！ジャパン）
- V Howard Zinn Urges U.S. Soldiers to Heed Thoreau’s Advice and “Resist Authority” - Democracy Now!(April 17, 2007)  （チョムスキー･ジン異例の共同インタビュー 市民的不服従の勧め日本語字幕付　デモクラシーナウ！ジャパン）
- V Howard Zinn on “War and Social Justice”  - Democracy Now!(January 2, 2009) （ハワード・ジン講演「戦争と社会正義」 日本語字幕付　デモクラシーナウ！ジャパン）
- V Howard Zinn (1922-2010): A Tribute to the Legendary Historian with Noam Chomsky, Alice Walker, Naomi Klein and Anthony Arnove  - Democracy Now!(January 28, 2010) （歴史家ハワード・ジン(1922-2010)追悼　ノーム・チョムスキー、アリス・ウォーカー、ナオミ・クライン、アンソニー・アーノーブ 日本語字幕付　デモクラシーナウ！ジャパン）